# Abdullah Sultan
Abdullah Ali Sultan (1º ottobre 1963) è un ex calciatore emiratino, di ruolo difensore.